# Microphthalmus onychophorus
Microphthalmus onychophorus är en ringmaskart som beskrevs av Westheide 1994. Microphthalmus onychophorus ingår i släktet Microphthalmus och familjen Hesionidae. Inga underarter finns listade i Catalogue of Life.